# Gnaphosa alacris
Gnaphosa alacris är en spindelart som beskrevs av Simon 1878. Gnaphosa alacris ingår i släktet Gnaphosa och familjen plattbuksspindlar. Inga underarter finns listade i Catalogue of Life.